# Tournoi de tennis de Canton
Ne pas confondre avec l'Open de Chine
Le tournoi de Canton (Chine) est un tournoi de tennis féminin du circuit professionnel WTA.
L'épreuve est organisée chaque année depuis 2004, fin octobre, sur dur et en extérieur.

## Palmarès

### Simple
| No | Date       | Nom et lieu du tournoi                          | Catégorie      | Dotation       | Surface        | Vainqueure         | Finaliste              | Score          |                |
| -- | ---------- | ----------------------------------------------- | -------------- | -------------- | -------------- | ------------------ | ---------------------- | -------------- | -------------- |
| 1  | 27-09-2004 | International Women’s Open, Guangzhou           | Tier III       | 170 000 $      | Dur (ext.)     | Li Na              | Martina Suchá          | 6-3, 6-4       | Tableau        |
| 2  | 26-09-2005 | International Women’s Open, Guangzhou           | Tier III       | 170 000 $      | Dur (ext.)     | Yan Zi             | Nuria Llagostera Vives | 6-4, 4-0, ab.  | Tableau        |
| 3  | 25-09-2006 | International Women’s Open, Guangzhou           | Tier III       | 175 000 $      | Dur (ext.)     | Anna Chakvetadze   | Anabel Medina          | 6-1, 6-4       | Tableau        |
| 4  | 24-09-2007 | International Women’s Open, Guangzhou           | Tier III       | 175 000 $      | Dur (ext.)     | Virginie Razzano   | Tzipora Obziler        | 6-0, 6-3       | Tableau        |
| 5  | 15-09-2008 | International Women’s Open, Guangzhou           | Tier III       | 175 000 $      | Dur (ext.)     | Vera Zvonareva     | Peng Shuai             | 6-74, 6-0, 6-2 | Tableau        |
| 6  | 14-09-2009 | International Women’s Open, Guangzhou           | Intern'l       | 220 000 $      | Dur (ext.)     | Shahar Peer        | Alberta Brianti        | 6-3, 6-4       | Tableau        |
| 7  | 13-09-2010 | International Women’s Open, Guangzhou           | Intern'l       | 220 000 $      | Dur (ext.)     | Jarmila Gajdošová  | Alla Kudryavtseva      | 6-1, 6-4       | Tableau        |
| 8  | 19-09-2011 | WANLIMA Int'l Women's Open, Guangzhou           | Intern'l       | 220 000 $      | Dur (ext.)     | Chanelle Scheepers | M. Rybáriková          | 6-2, 6-2       | Tableau        |
| 9  | 17-09-2012 | GRC Bank Int'l Women's Open, Guangzhou          | Intern'l       | 220 000 $      | Dur (ext.)     | Hsieh Su-wei       | Laura Robson           | 6-3, 5-7, 6-4  | Tableau        |
| 10 | 16-09-2013 | GRC Bank Int'l Women's Open, Guangzhou          | Intern'l       | 500 000 $      | Dur (ext.)     | Zhang Shuai        | Vania King             | 7-61, 6-1      | Tableau        |
| 11 | 15-09-2014 | International Women's Open, Guangzhou           | Intern'l       | 500 000 $      | Dur (ext.)     | Monica Niculescu   | Alizé Cornet           | 6-4, 6-0       | Tableau        |
| 12 | 21-09-2015 | International Women's Open, Guangzhou           | Intern'l       | 226 750 $      | Dur (ext.)     | Jelena Janković    | Denisa Allertová       | 6-2, 6-0       | Tableau        |
| 13 | 19-09-2016 | International Women's Open, Guangzhou           | Intern'l       | 226 750 $      | Dur (ext.)     | Lesia Tsurenko     | Jelena Janković        | 6-4, 3-6, 6-4  | Tableau        |
| 14 | 18-09-2017 | Guangzhou Open, Guangzhou                       | Intern'l       | 226 750 $      | Dur (ext.)     | Zhang Shuai        | Aleksandra Krunić      | 6-2, 3-6, 6-2  | Tableau        |
| 15 | 17-09-2018 | Guangzhou Open, Guangzhou                       | Intern'l       | 226 750 $      | Dur (ext.)     | Wang Qiang         | Yulia Putintseva       | 6-1, 6-2       | Tableau        |
| 16 | 16-09-2019 | Guangzhou International Women's Open, Guangzhou | Intern'l       | 226 750 $      | Dur (ext.)     | Sofia Kenin        | Samantha Stosur        | 64-7, 6-4, 6-2 | Tableau        |
|    | 2020-2022  | Pas de tournoi                                  | Pas de tournoi | Pas de tournoi | Pas de tournoi | Pas de tournoi     | Pas de tournoi         | Pas de tournoi | Pas de tournoi |
| 17 | 18-09-2023 | Galaxy Holding Group Guangzhou Open, Guangzhou  | WTA 250        | 259 303 $      | Dur (ext.)     | Wang Xiyu          | Magda Linette          | 6-0, 6-2       | Tableau        |
| 18 | 21-10-2024 | Guangzhou Open presented by AVATR, Guangzhou    | WTA 250        | 267 082 $      | Dur (ext.)     | Olga Danilović     | Caroline Dolehide      | 6-3, 6-1       | Tableau        |

### Double
| No | Date       | Nom et lieu du tournoi                         | Catégorie      | Dotation       | Surface        | Vainqueures                              | Finalistes                         | Score             |                |
| -- | ---------- | ---------------------------------------------- | -------------- | -------------- | -------------- | ---------------------------------------- | ---------------------------------- | ----------------- | -------------- |
| 1  | 27-09-2004 | International Women’s Open Guangzhou           | Tier III       | 170 000 $      | Dur (ext.)     | Li Ting Sun Tiantian                     | Yang Shu-jing Yu Ying              | 6-4, 6-1          | Tableau        |
| 2  | 26-09-2005 | International Women’s Open Guangzhou           | Tier III       | 170 000 $      | Dur (ext.)     | Maria Elena Camerin Emmanuelle Gagliardi | Neha Uberoi Shikha Uberoi          | 7-65, 6-3         | Tableau        |
| 3  | 25-09-2006 | International Women’s Open Guangzhou           | Tier III       | 175 000 $      | Dur (ext.)     | Li Ting Sun Tiantian                     | Vania King Jelena Kostanić         | 6-4, 2-6, 7-5     | Tableau        |
| 4  | 24-09-2007 | International Women’s Open Guangzhou           | Tier III       | 175 000 $      | Dur (ext.)     | Peng Shuai Yan Zi                        | Vania King Sun Tiantian            | 6-3, 6-4          | Tableau        |
| 5  | 15-09-2008 | International Women’s Open Guangzhou           | Tier III       | 175 000 $      | Dur (ext.)     | Mariya Koryttseva Tatiana Poutchek       | Sun Tiantian Yan Zi                | 6-3, 4-6, [10-8]  | Tableau        |
| 6  | 14-09-2009 | International Women’s Open Guangzhou           | Intern'l       | 220 000 $      | Dur (ext.)     | Olga Govortsova Tatiana Poutchek         | Kimiko Date-Krumm Sun Tiantian     | 3-6, 6-2, [10-8]  | Tableau        |
| 7  | 13-09-2010 | International Women’s Open Guangzhou           | Intern'l       | 220 000 $      | Dur (ext.)     | Edina Gallovits Sania Mirza              | Han Xinyun Liu Wan-Ting            | 7-5, 6-3          | Tableau        |
| 8  | 19-09-2011 | WANLIMA Int'l Women's Open Guangzhou           | Intern'l       | 220 000 $      | Dur (ext.)     | Hsieh Su-wei Zheng Saisai                | Chan Chin-wei Han Xinyun           | 6-2, 6-1          | Tableau        |
| 9  | 17-09-2012 | GRC Bank Int'l Women's Open Guangzhou          | Intern'l       | 220 000 $      | Dur (ext.)     | Tamarine Tanasugarn Zhang Shuai          | Jarmila Gajdošová Monica Niculescu | 2-6, 6-2, [10-8]  | Tableau        |
| 10 | 16-09-2013 | GRC Bank Int'l Women's Open Guangzhou          | Intern'l       | 500 000 $      | Dur (ext.)     | Hsieh Su-wei Peng Shuai                  | Vania King Galina Voskoboeva       | 6-3, 4-6, [12-10] | Tableau        |
| 11 | 15-09-2014 | International Women's Open Guangzhou           | Intern'l       | 500 000 $      | Dur (ext.)     | Chuang Chia-jung Liang Chen              | Alizé Cornet Magda Linette         | 2-6, 7-63, [10-7] | Tableau        |
| 12 | 21-09-2015 | International Women's Open Guangzhou           | Intern'l       | 226 750 $      | Dur (ext.)     | Martina Hingis Sania Mirza               | Xu Shilin You Xiaodi               | 6-3, 6-1          | Tableau        |
| 13 | 19-09-2016 | International Women's Open Guangzhou           | Intern'l       | 226 750 $      | Dur (ext.)     | Asia Muhammad Peng Shuai                 | Olga Govortsova Vera Lapko         | 6-2, 7-63         | Tableau        |
| 14 | 18-09-2017 | Guangzhou Open Guangzhou                       | Intern'l       | 226 750 $      | Dur (ext.)     | Elise Mertens Demi Schuurs               | Monique Adamczak Storm Sanders     | 6-2, 6-3          | Tableau        |
| 15 | 17-09-2018 | Guangzhou Open Guangzhou                       | Intern'l       | 226 750 $      | Dur (ext.)     | Monique Adamczak Jessica Moore           | Danka Kovinić Vera Lapko           | 4-6, 7-5, [10-4]  | Tableau        |
| 16 | 16-09-2019 | Guangzhou International Women's Open Guangzhou | Intern'l       | 226 750 $      | Dur (ext.)     | Peng Shuai Laura Siegemund               | Alexa Guarachi Giuliana Olmos      | 6-2, 6-1          | Tableau        |
|    | 2020-2022  | Pas de tournoi                                 | Pas de tournoi | Pas de tournoi | Pas de tournoi | Pas de tournoi                           | Pas de tournoi                     | Pas de tournoi    | Pas de tournoi |
| 17 | 18-09-2023 | Galaxy Holding Group Guangzhou Open Guangzhou  | WTA 250        | 259 303 $      | Dur (ext.)     | Guo Hanyu Jiang Xinyu                    | Eri Hozumi Makoto Ninomiya         | 6-3, 7-64         | Tableau        |
| 18 | 21-10-2024 | Guangzhou Open presented by AVATR Guangzhou    | WTA 250        | 267 082 $      | Dur (ext.)     | Kateřina Siniaková Zhang Shuai           | Katarzyna Piter Fanny Stollár      | 6-4, 6-1          | Tableau        |